# Kannussaari (ö i Södra Savolax)
Kannussaari är en ö i Finland. Den ligger i sjön Saimen och i kommunen Jockas i den ekonomiska regionen  Pieksämäki ekonomiska region  och landskapet Södra Savolax, i den södra delen av landet, 230 km nordost om huvudstaden Helsingfors. Öns area är 13,3 hektar och dess största längd är 480 meter i sydväst-nordöstlig riktning.